# António Dâmaso de Castro e Sousa
 António Dâmaso de Castro e Sousa ou simplesmente Abade de Castro  (Lisboa, 1804 - 1876) foi sacerdote, historiador e ensaísta português.
Foi abade da paróquia de Rio de Moinhos (Arcos de Valdevez). Homem muito culto e sabedor, era sócio honorário da Academia Nacional de Belas-Artes e membro do Conservatório de Música de Lisboa. Dedicou-se à investigação histórica com grande afinco e, em consequência desse labor, publicou diversas memórias históricas, descritivas e criticas de temática vária, tais como o Palácio Real em 1838, o Mosteiro de Belém em 1837, o Mosteiro da Pena em 1841 o Castelo de Sintra em 1843, a Bíblia dos Jerónimos em 1839 ou o pintor Francisco de Holanda em 1844.
Colaborou na publicação periódica Revista universal lisbonense  (1841-1859).